# Koga z Bremy

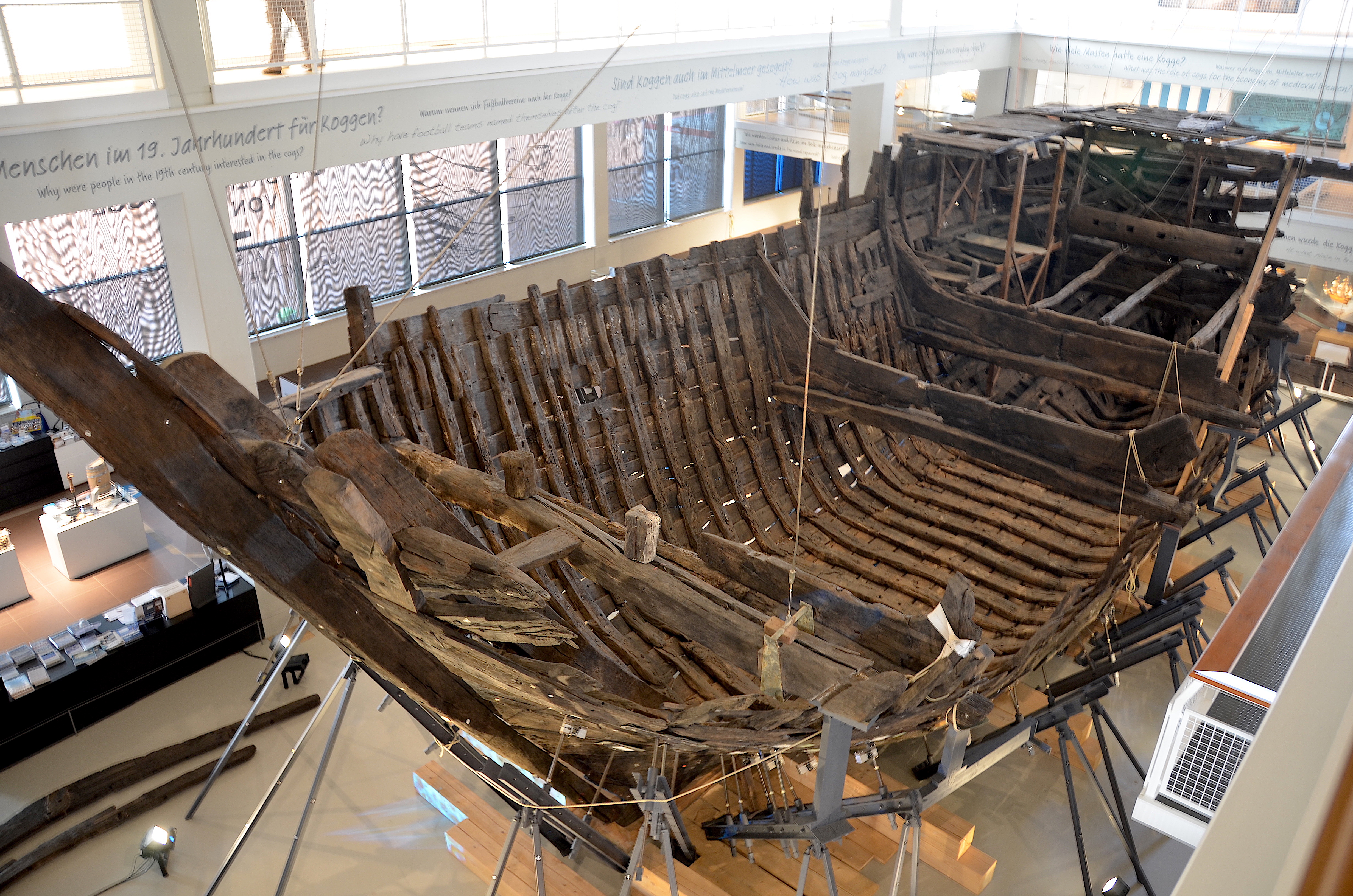
Koga z Bremy

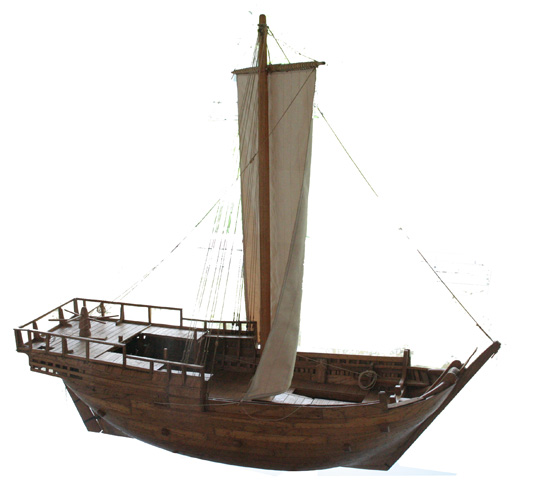
Model kogi z Bremy

Koga z Bremy – wrak hanzeatyckiej średniowiecznej kogi zbudowanej pod koniec XIV w., znaleziony w 1962 r. w osadach rzeki Wezery w Bremie, wydobyty i eksponowany w Deutsches Schifffahrtsmuseum w Bremerhaven. Był to pierwszy w miarę dobrze zachowany odkryty wrak tego typu statków.

## Odkrycie i konserwacja
W trakcie pogłębiania odcinka rzeki Wezery w Bremie napotkano 8 października 1962 r. pozostałości statku tkwiące w osadach rzecznych. Rozpoczęto prace badawcze, m.in. metodami archeologii podwodnej celem udokumentowania i identyfikacji znaleziska. W efekcie stwierdzono, że jest to dość kompletny wrak kogi, a dzięki analizie dendrochronologicznej użytego w jej budowie drewna stwierdzono, że pnie ścięto w 1378, zaś statek pochodzi z ok. 1380 r. Znaleziono też liczne narzędzia szkutnicze, co pozwoliło sformułować tezę, iż jednostka zatonęła pod koniec budowy, na skutek powodzi. Ponieważ był to pierwszy w miarę dobrze zachowany odkryty wrak kogi, typu statku bardzo powszechnego i ważnego w żegludze hanzeatyckiej, to zdecydowano się go wydobyć, zakonserwować i zrekonstruować. Początkowo rozważano badanie zabytku w całości „in situ”, jednak ostatecznie, z powodów m.in. finansowych, zastosowano metodę wydobycia całości pojedynczymi elementami z ich powtórnym złożeniem już w muzeum. Operacja ta trwała w okresie 1963 – 1965 (wg Kubiaka wydobywanie elementów statku rozpoczęto w 1975 i trwało ono do 1977), a pozyskane drewniane fragmenty, w liczbie ok. 2000 i łącznej wadze 45 ton, przez kolejne lata gromadzono w drewnianych pojemnikach wypełnionych wodnym roztworem florasilu, co zapobiegało ich zniszczeniu. Na początku lat 70. XX w. zapadła decyzja prowadzenie prac konserwatorskich i rekonstrukcyjnych na terenie nowo powstającego Niemieckiego Muzeum Morskiego (Deutsches Schifffahrtsmuseum) w Bremerhaven, gdzie we wzniesionym pawilonie muzealnym wydzielono specjalne duże pomieszczenie. Na czas rekonstrukcji odizolowano je od reszty budynku, by móc stworzyć i utrzymać atmosferę o wysokiej wilgotności powietrza (97%), co było niezbędne by zapobiec rozsychaniu elementów statku. W tej sali, od początku listopada 1972, najpierw dopasowywano do siebie poszczególne fragmenty, a następnie sklejano je i łączono drewnianymi kołkami oraz gwoździami. Tworzoną rekonstrukcję kogi oparto na stalowym stelażu. Ten etap zakończono w 1979 r. Następnie, wokół stojącego na rusztowaniu zrekonstruowanego statku, wzniesiono stalowy basen, który wypełniono wodnym roztworem glikolu polietylenowego. Przez kolejne lata, aż do roku 2000, polimer ten przesycał drewno kogi. Zarówno na etapie montażu statku, jak i późniejszego zanurzenia w roztworze glikolowym, zwiedzający mogli obserwować obiekt przez specjalne okna w ścianie sali. W roku 2000 zdemontowano zbiornik i zabytek udostępniono do zwiedzania. W sumie proces konserwacji wszystkich elementów drewnianych trwał 17 lat. Zdołano zrekonstruować prawą burtę, prawie 1/3 lewej oraz część rufowego kasztelu, dziobnicę, kil, windę kotwiczną i kabestan.
Wrak kogi ma duże znaczenie dla badaczy średniowiecznego szkutnictwa i handlu, a jego odkrycie i wydobycie stało się ważną inspiracją do badań archeologicznych wraków średniowiecznych północnej Europy.

## Konstrukcja i wygląd
Statek jednomasztowy, o prostym: kilu, dziobnicy i tylnicy oraz wysokich burtach i z rufowym kasztelem, o szacowanej długości masztu ok. 21 m i powierzchni żagla ok. 200 m.kw. Kadłub z poszyciem klinkierowym, uszczelnianym sznurami impregnowanymi smołą.
Główne parametry kogi z Bremy to:
- długość całkowita: 23,2 m, długość kilu 15,6 m
- szerokość maksymalna: 7,6 m
- masa statku bez ładunku ok. 60 ton
- pojemność ładowni ok. 143 – 160 m³, masa przewożonego ładunku 76 – 84 tony
- zanurzenie z pełnym ładunkiem: 2,25 metry

## Repliki kogi
Na bazie pomiarów oryginalnej kogi z Bremen zbudowano trzy repliki: Ubena von Bremen (stępkę założono w 1988, zwodowany w 1990, bazuje w Bremie), Hansekogge (zwodowana w 1991, bazuje w Kilonii) oraz Roland von Bremen.